# Madtsoia
A Madtsoia a hüllők (Reptilia) osztályának pikkelyes hüllők (Squamata) rendjébe, ezen belül a fosszilis Madtsoiidae családjába tartozó nem.

## Tudnivalók
A Madtsoia kígyónem rendszertani helyzete még bizonytalan, mivel Scanlon (2006) szerint nem tartozik a Madtsoiidae családba; viszont 2010-ben LaDuke et al. megerősítette az idetartozását.

## Rendszerezés
A nembe az alábbi fajok tartoznak:
- Madtsoia bai Simpson, 1933 (Paleogén, kora eocén; Argentína)
- Madtsoia cf. M. bai (Simpson 1935, Hoffstetter 1960; Paleogén, késő paleocén; Argentína)
- Madtsoia madagascariensis Hoffstetter, 1961a (Piveteau 1933; Kréta, Santoni vagy Campaniai; Madagaszkár)
- Madtsoia aff. madagascariensis (de Broin et al. 1974; Kréta, Coniaci vagy Santoni, Niger)
- Madtsoia laurasiae Rage, 1996 (Astibia et al. 1990; Kréta, Campaniai vagy Maastrichti; Spanyolország)
- Madtsoia camposi Rage, 1998 (Paleogén, középső paleocén; Brazília)

### Fordítás
- Ez a szócikk részben vagy egészben  a   Madtsoia című angol Wikipédia-szócikk fordításán alapul.  Az eredeti cikk szerkesztőit annak laptörténete sorolja fel. Ez a jelzés csupán a megfogalmazás eredetét és a szerzői jogokat jelzi, nem szolgál a cikkben szereplő információk forrásmegjelöléseként.